# 에바 헤닝
에바 헤닝(Eva Henning, 1920년 5월 10일 ~ 2016년 4월 18일)은 스웨덴의 배우이다.